# William Murray (2e Lord Nairne)
Pour les articles homonymes, voir William Murray (homonymie) et Murray.
William Murray, 2e Lord Nairne (vers 1665-3 février 1726) est un pair écossais et jacobite qui combat dans la Rébellion jacobite de 1715, après quoi il est déclaré hors la loi et condamné à mort pour trahison, mais en 1717 il est dédommagé et libéré.
En 1721, il est créé comte de Nairne dans la pairie jacobite.

## Biographie
Né vers 1665, quatrième fils de John Murray (1er marquis d'Atholl), de son mariage avec Lady Amelia Sophia, fille de James Stanley (7e comte de Derby), il est le frère cadet de John Murray (1er duc d'Atholl) . Sa grand-mère, Charlotte de La Trémoille (1599-1664), une fille de Claude de La Trémoille, duc de Thouars (1566-1604) est célèbre pour sa défense de Lathom House contre les forces parlementaires pendant la Première guerre civile anglaise en 1644 .
En février 1680, William Murray épouse Margaret Nairne, âgée de dix ans, née le 16 décembre 1669, la seule fille et héritière de Robert Nairne (en). En 1681, Nairne, alors octogénaire qui n'avait pas de fils, fut créé par le roi Charles II Lord Nairne, dans la pairie d'Écosse, avec un reste spécial à son gendre. Ainsi, lorsque Nairne mourut le 30 mai 1683, Murray lui succède dans la pairie. Il a pris son siège au Parlement d'Écosse le 22 octobre 1690, mais il n'a jamais prêté serment d'allégeance aux nouveaux monarques, Guillaume III et Marie II, qui, lors de la Glorieuse Révolution de 1688, avaient renversé le dernier roi Stuart, Jacques II .

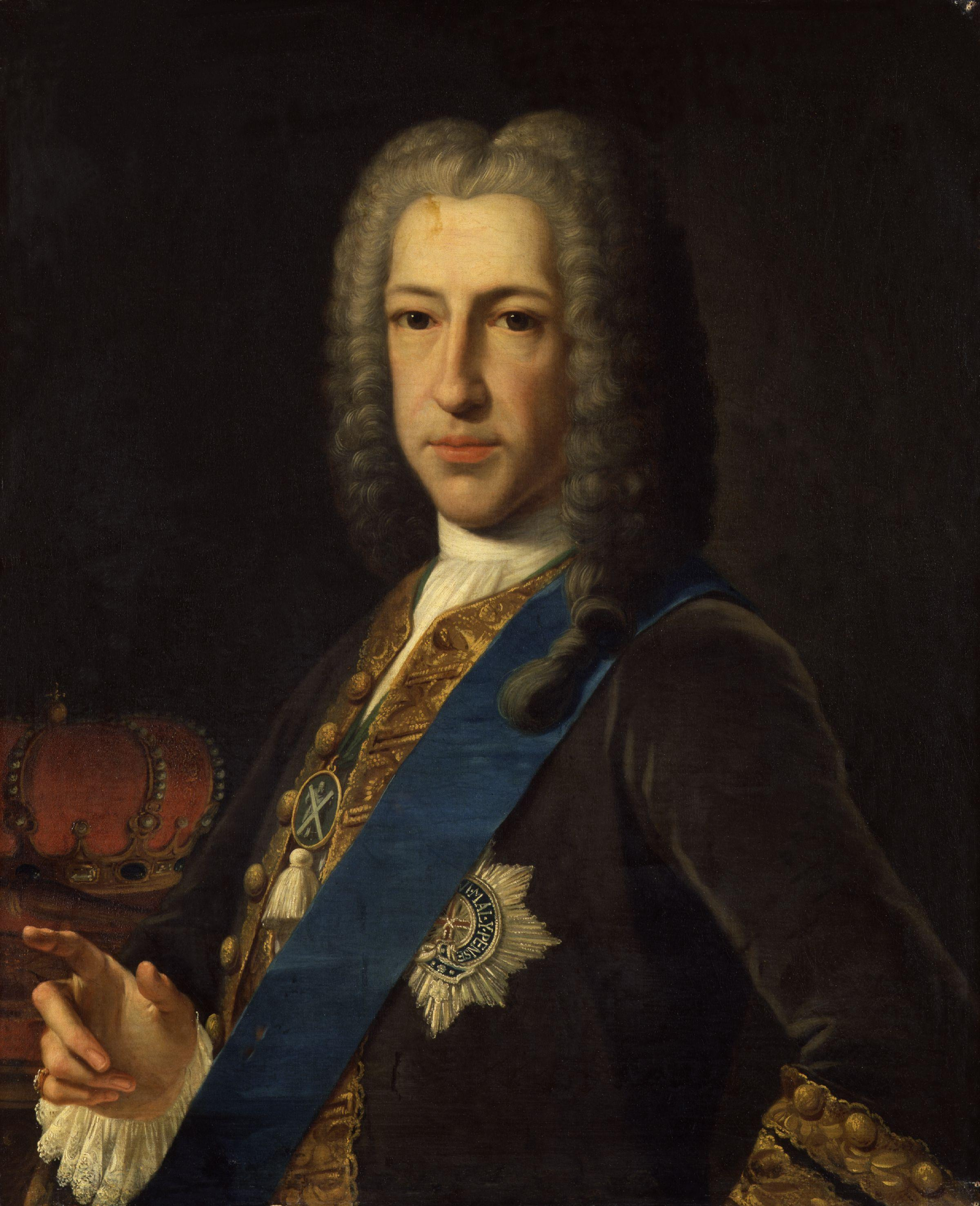
Le vieux prétendant

Contrairement à son frère John, qui a pris le parti de William et Mary et est créé comte de Tullibardine par William en 1696 et duc d'Atholl par la reine Anne, la loyauté de Nairne reste au roi Jacques II et à ses héritiers. Au moment de la Rébellion jacobite de 1715, Nairne est l'un des premiers à se rallier à la cause du vieux prétendant lorsque John Erskine (6e comte de Mar), le proclame roi à Braemar le 6 septembre 1715, et Nairne combat pendant la campagne d'automne de Mar . Le 14 novembre 1715, après la désastreuse bataille de Preston, il est fait prisonnier et envoyé à la Tour de Londres.
Le 9 février 1716, il est jugé pour trahison, reconnu coupable et condamné à mort. Cependant, son exécution est suspendue et il a bénéficié de la loi sur l'indemnisation de 1717, et en décembre de la même année a été libéré. Le 24 juin 1721, il est créé comte de Nairne dans la pairie jacobite et meurt le 3 février 1726. Sa veuve lui a survécu jusqu'en 1747 .

## Postérité
La fille de Nairne, Margaret Murray, épouse William Drummond (4e vicomte Strathallan), en 1712, et ils ont quatre fils, James, Robert, William et Henry Drummond. Elle a vécu jusqu'en 1773. Son mari et son fils aîné ont pris part à la rébellion jacobite de 1745, au cours desquels Strathallan a été tué à la Bataille de Culloden le 16 avril 1745, et après quoi son fils a été déclaré hors la loi. Cependant, son petit-fils James Andrew Drummond a été restauré dans les honneurs de la famille par une loi du Parlement de 1824, recouvrant ainsi le titre de vicomte Strathallan . En 1902, son héritier succède à un parent éloigné en tant que comte de Perth.